# Carlo Ancelotti
Carlo Ancelotti (phát âm tiếng Ý: [ˈkarlo antʃeˈlɔtti]; sinh ngày 10 tháng 6 năm 1959 tại Reggiolo) hay biệt danh Carletto, là một cựu cầu thủ bóng đá người Ý và hiện là huấn luyện viên của đội tuyển Brasil. Ancelotti là huấn luyện viên duy nhất đã vô địch UEFA Champions League năm lần (hai lần với AC Milan và ba lần với Real Madrid), và là huấn luyện viên đầu tiên góp mặt trong 6 trận chung kết. Ông đã vô địch FIFA Club World Cup 3 lần khi huấn luyện AC Milan và Real Madrid. Ancelotti cũng là một trong bảy người đã vô địch Cúp C1 châu Âu hoặc Champions League với tư cách cầu thủ và huấn luyện viên. Ngoài ra, Ancelotti còn là HLV duy nhất vô địch quốc nội ở năm giải bóng đá hàng đầu châu Âu bao gồm: Anh (Chelsea), Tây Ban Nha (Real Madrid), Ý (AC Milan), Pháp (Paris Saint-Germain) và Đức (Bayern Munich). Ông được coi là một trong những HLV xuất sắc nhất và thành công nhất mọi thời đại.
Với biệt danh Carletto, Ancelotti chơi ở vị trí tiền vệ và bắt đầu sự nghiệp của mình với câu lạc bộ Ý Parma, giúp câu lạc bộ thăng hạng Serie B vào năm 1979. Ông chuyển đến Roma vào mùa giải tiếp theo, tại đó ông đã giành được một chức vô địch Serie A và bốn chức vô địch Coppa Italia, đồng thời chơi cho đội Milan cuối những năm 1980, tại đó Ancelotti đã giành được hai chức vô địch quốc gia và hai cúp châu Âu, cùng các danh hiệu khác. Ở cấp độ quốc tế, Ancelotti đã chơi cho đội tuyển quốc gia Ý 26 lần, ghi bàn một lần và xuất hiện trong hai kỳ FIFA World Cup, kết thúc ở vị trí thứ ba trong giải đấu năm 1990, cũng như đã giúp quốc gia của mình lọt vào bán kết UEFA Euro 1988.
Trên cương vị huấn luyện, Ancelotti đã làm việc cho Reggiana, Parma, Juventus, Milan, Chelsea, Paris Saint-Germain, Real Madrid, Bayern Munich, Napoli và Everton, và đã giành được các danh hiệu quốc nội ở Ý, Anh, Pháp, Tây Ban Nha và Đức.

## Sự nghiệp cầu thủ

### Câu lạc bộ
Ancelotti bắt đầu sự nghiệp cầu thủ của mình ở vị trí tiền vệ vào năm 1974 với Parma. Năm 1979, ông chuyển đến A.S. Roma. Tại đây, ông đã giành được danh hiệu vô địch Serie A mùa bóng 1982–83 và 4 lần giành Coppa Italia.

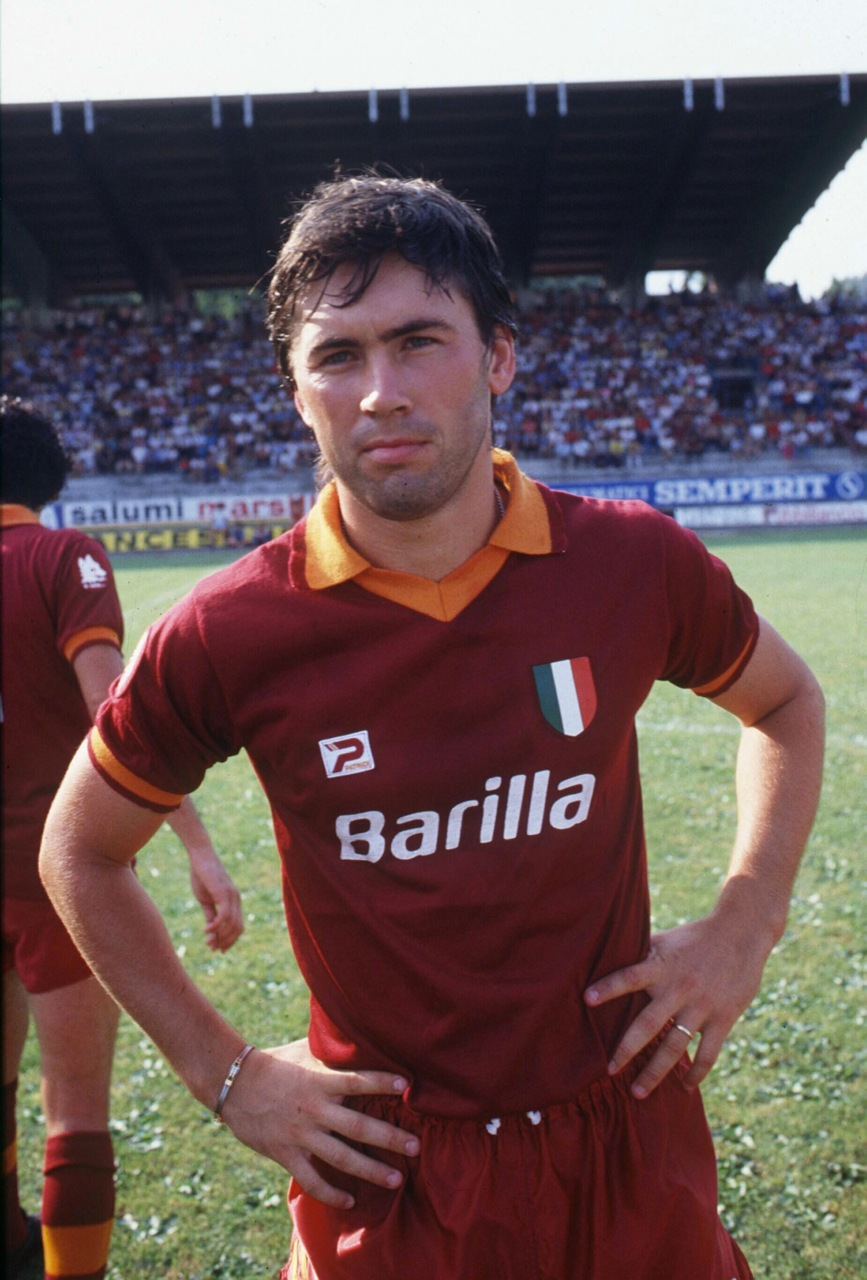
Carlo Ancelotti thi đấu tại Roma mùa giải 1983-1984

Từ năm 1987 đến 1992, ông thi đấu cho A.C. Milan, và cùng Milan giành 2 cúp C1 châu Âu liên tiếp trong các mùa giải 1988–89 và 1989–90. Những đồng đội của ông trong giai đoạn này có rất nhiều hảo thủ như Paolo Maldini, Franco Baresi, Mauro Tassotti và Alessandro Costacurta ở hàng hậu vệ; Frank Rijkaard, Ruud Gullit, Roberto Donadoni ở hàng tiền vệ và tiền đạo Marco van Basten.
Trong trận bán kết lượt về cúp C1 châu Âu 1988–89 với Real Madrid, Ancelotti đã rê bóng qua 2 cầu thủ Real Madrid F.C. trước khi có cú sút xa ghi bàn mở tỉ số trong chiến thắng 5 – 0 của Milan. Kết thúc trận đấu Milan giành chiến thắng chung cuộc với tổng tỷ số 6 – 1 và qua đó giành quyền vào chơi trận đấu cuối cùng của mùa giải. Trong trận chung kết tại Camp Nou sau đó với Steaua Bucureşti, Ancelotti cũng đã thi đấu trọn vẹn 90 phút. Góp công giúp Rossoneri giành chức vô địch châu Âu lần thứ 3 trong lịch sử với một chiến thắng huỷ diệt 4 – 0. Ancelotti chính thức giải nghệ cầu thủ từ năm 1993, sau khi chơi 283 trận tại Serie A và ghi được 22 bàn thắng.

### Đội tuyển quốc gia
Ancelotti có bàn thắng duy nhất cho đội tuyển Ý là trong trận hòa 1 – 1 với đội tuyển Hà Lan vào ngày 6 tháng 1 năm 1981 trong khuôn khổ giải Mundialito 1980 (một giải đấu nhỏ được tổ chức giữa những đội tuyển đã từng vô địch thế giới) diễn ra trên đất Uruguay. Sau đó, ông đã cùng đội tuyển Ý tham dự World Cup 1986 và World Cup 1990, cùng với Roberto Donadoni, Roberto Mancini và Paolo Maldini. Ancelotti đã có 26 lần khoác áo đội tuyển trước khi tuyên bố chia tay đội tuyển vào năm 1991.

## Sự nghiệp huấn luyện
Ông là một trong 7 người từng vô địch Cúp C1 châu Âu/UEFA Champions League ở cả cương vị cầu thủ lẫn huấn luyện viên. Ông có 7 lần vô địch Champions League trong đó hai lần khi còn thi đấu cho A.C. Milan (1989, 1990), hai lần khi dẫn dắt A.C. Milan (2003, 2007) và ba lần khi dẫn dắt Real Madrid (2014, 2022, 2024).

### Khởi đầu sự nghiệp
Carlo Ancelotti bắt đầu sự nghiệp huấn luyện tại CLB nhỏ Reggiana, và ngay trong mùa bóng đầu tiên làm huấn luyện viên, ông đã giúp Reggiana thăng hạng Serie A. Sau đó ông chuyển sang Parma và giúp CLB về nhì trong cùng năm. Ancelotti chuyển sang Juventus để thay thế Marcello Lippi - người vừa có giai đoạn rất thành công. Tuy nhiên, ông đã không đáp ứng được sự kỳ vọng của ban lãnh đạo Bianconeri khi chỉ đưa Juventus về nhì tại Serie A trong hai mùa bóng liên tiếp.

### 2001 – 2009: AC Milan
Ancelotti được bổ nhiệm làm huấn luyện viên Milan vào ngày 5 tháng 11 năm 2001, sau khi Fatih Terim bị sa thải vì kết quả không tốt.. Ông kế thừa một đội đang khát danh hiệu khác ở Milan, vì Rossoneri đã thất bại trong nước và ở châu Âu kể từ sau chiến thắng Scudetto cuối cùng của họ vào năm 1999. Trong mùa giải 2001–02, Ancelotti dẫn dắt Milan một lần nữa giành quyền tham dự Champions League khi cán đích ở vị trí thứ 4 ở Serie A, và cũng lọt vào bán kết UEFA Cup, thành tích tốt nhất của họ từng có trong giải đấu khi để thua Borussia Dortmund, và cũng bị loại ở bán kết Coppa Italia trước Juventus.
Mùa giải tiếp theo, Ancelotti - người bị chủ sở hữu câu lạc bộ Silvio Berlusconi chỉ trích nặng nề vì chiến thuật phòng ngự của mình - đã có thể áp dụng một lối chơi sáng tạo ở Milan trong khi thực hiện một số thay đổi trong đội hình của đội. Ông khiến Dida - vẫn bị ám ảnh trong trận đấu ở Champions League 2000–01 trước Leeds United - là lựa chọn số 1 chỉ một tháng vào mùa giải, trong khi chuyển tiền vệ tấn công Andrea Pirlo thành tiền vệ phòng ngự, chơi phía sau số 10 (hoặc Rui Costa hoặc Rivaldo) ở phía trước tuyến sau của đội như một tiền vệ lùi sâu trong sơ đồ 4–3–1–2 hoặc 4–1–2–1–2. Đồng thời, Filippo Inzaghi và Andriy Shevchenko tỏ ra là những cặp tiền đạo luôn nguy hiểm trước khung thành.
Milan thắng Juventus 3-2 sau loạt sút luân lưu trong trận Chung kết Champions League 2003 trên sân Old Trafford, và cũng thắng trận chung kết Coppa Italia 2003 trước Roma. Mùa giải tiếp theo, với sự bổ sung của tiền vệ tấn công người Brazil Kaká và hàng hậu vệ đáng gờm 4 người là Cafu, Costacurta, Alessandro Nesta và Maldini, Milan đã giành được Siêu cúp châu Âu năm 2003 trước Porto, tiếp theo là Scudetto vào năm 2004 với kỷ lục 34 điểm của Ý. Shevchenko là cầu thủ xuất sắc nhất giải đấu. Tuy nhiên, Rossoneri đã phải chịu những thất bại trong loạt sút luân lưu trước Juventus tại Siêu cúp Ý 2003 và Boca Junior tại Intercontinental Cup 2003. Họ cũng bị Deportivo de La Coruña hạ gục tại UEFA Champions League 2003-04.

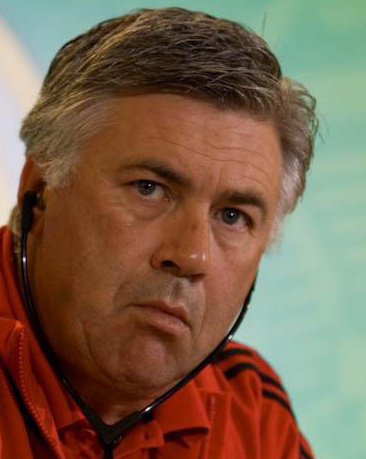
Ancelotti với AC Milan năm 2007

Dưới triều đại của Ancelotti, Milan cũng đã giành được Siêu cúp Ý năm 2004, và cũng là á quân Serie A 2 lần liên tiếp sau Juventus vào các năm 2004–05 và 2005–06 (cả 2 danh hiệu sau đó của Juventus đều bị xóa sổ do câu lạc bộ dính líu đến vụ bê bối Calciopoli). Trong mùa giải 2004–05, Ancelotti cũng dẫn dắt Milan đến trận chung kết Champions League 2005, nơi họ thua Liverpool 2-3 trên chấm luân lưu sau trận hòa 3–3 trong thời gian thi đấu chính thức. Ở Coppa Italia, đội đã không thể vượt qua vòng tứ kết. Mùa giải tiếp theo, Milan một lần nữa phải đối mặt với thất vọng khi để thua Barcelona ở bán kết Champions League, và chỉ lọt vào tứ kết Coppa Italia.
Sau khi tiền đạo Andriy Shevchenko rời đi vào đầu mùa giải 2006-07, Ancelotti lại buộc phải thiết kế lại đội hình của Milan một lần nữa, thiết kế một hệ thống 4-3-2-1 sau này được gọi là đội hình "Cây thông Noel" của Ancelotti. Đội hình của Milan đã sử dụng Inzaghi làm tiền đạo duy nhất, được hỗ trợ bởi các tiền vệ tấn công Clarence Seedorf và Kaká, cùng hàng tiền vệ 3 người có Andrea Pirlo làm cầu thủ chơi sáng tạo, được các tiền vệ phòng ngự Genaro Gattuso và Massimo Ambrosini hỗ trợ. Milan đã bị trừ 8 điểm trong mùa giải Serie A 2006-07 vì liên quan đến vụ bê bối Calciopoli, điều gần như khiến đội bóng rời khỏi cuộc đua danh hiệu, và thay vào đó, Ancelotti tập trung vào việc giành chiến thắng tại Champions League. 
Vào ngày 23 tháng 5 năm 2007, Milan đã trả thù cho thất bại của họ trước Liverpool hai năm trước đó với chiến thắng 2-1 tại Sân vận động Olympic ở Athens trong trận chung kết Champions League 2007, đó là chiếc cúp Champions League thứ 2 của Ancelotti với tư cách là huấn luyện viên và danh hiệu thứ 4 của ông, trước đó ông cũng đã vô địch 2 lần với tư cách là cầu thủ Milan vào năm 1989 và 1990. Trong mùa giải 2006-07, Milan cũng về thứ 4 ở Serie A và cuối cùng thua các nhà vô địch Roma trong trận bán kết Coppa Italia. Mùa giải tiếp theo, Ancelotti giành chiến thắng tại Siêu cúp châu Âu 2007, cũng như FIFA Club World Cup đầu tiên, trở thành huấn luyện viên đầu tiên làm được điều này với một đội bóng châu Âu. Sau khi kết thúc giải đấu ở vị trí thứ 5, Milan đã bỏ lỡ vòng loại Champions League và cũng bị loại tại Champions League và Coppa Italia (lần lượt là Arsenal và Catania).
Trong mùa giải cuối cùng của Ancelotti tại câu lạc bộ, Milan đã giành được vị trí thứ 3 tại Serie A sau Juventus và đối thủ Inter, đảm bảo một vị trí tại Champions League mùa tới, trong khi họ đã bị loại trong vòng 32 cúp UEFA và vòng 16 Coppa Italia. Sau khi phủ nhận những tin đồn trước đó rằng ông  sẽ rời câu lạc bộ, vào ngày 31 tháng 5 năm 2009, Ancelotti tuyên bố từ chức ở Milan - chưa đầy một giờ sau chiến thắng 2–0 của họ trước Fiorentina trong trận chung kết. Tổng cộng, Ancelotti đã dẫn dắt Milan 423 trận; chỉ có Nereo Rocco là người huấn luyện câu lạc bộ nhiều trận đấu hơn.

### 2009–2011: Chelsea
Vào ngày 1 tháng 6 năm 2009, Ancelotti đã kế nhiệm huấn luyện viên tạm quyền Guus Hiddink khi ông được xác nhận là huấn luyện viên mới của Chelsea sau khi đồng ý ký hợp đồng 3 năm và chính thức nhậm chức vào ngày 1 tháng 7. Mức lương của ông tại Chelsea ban đầu được cho là hơn 5 triệu bảng mỗi năm. Ancelotti trở thành huấn luyện viên chính thức thứ 4 của câu lạc bộ sau 21 tháng, sau Jose Mourinho, Avram Grant và Luiz Felipe Scolari. Ông cũng là người Ý thứ 3 quản lý Chelsea, sau Gianluca Vialli và Claudio Ranieri.
Vào ngày 9 tháng 8 năm 2009, Ancelotti đã giành được chiếc cúp đầu tiên Community Shield khi đánh bại Manchester United trong loạt sút luân lưu sau trận hòa 2-2. Trận đấu đầu tiên của ông tại Premier League là chiến thắng 2-1 trên sân nhà trước Hull City vào ngày 15 tháng 8 năm 2009. Chelsea đã thua trận đấu đầu tiên dưới thời Ancelotti trên sân Wigan Athletic vào ngày 26 tháng 9 khi thua 1-3. Họ đã bị loại khỏi vòng tứ kết Cúp Liên đoàn vào ngày 2 tháng 12, sau khi thua Blackburn Rovers trong loạt sút luân lưu sau trận hòa 3-3 tại Ewood Park.
Tại Champions League, Ancelotti lần đầu tiên trở lại San Siro kể từ khi rời Milan, khi đội của ông gặp Inter Milan của cựu huấn luyện viên Chelsea Jose Mourinho tại vòng 16 đội. Chelsea đã bị loại khỏi Champions League vào ngày 16 tháng 3 năm 2010 sau thất bại với tổng tỷ số 1-3 trước Inter.

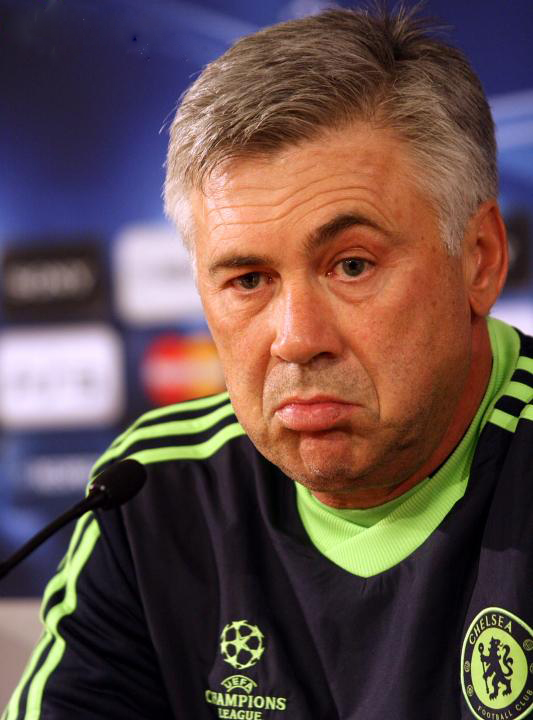
Carlo Ancelotti khi dẫn dắt Chelsea

Vào ngày 9 tháng 5 năm 2010, Ancelotti đưa Chelsea vô địch Ngoại hạng Anh khi hơn Manchester United với cách biệt một điểm và lập kỷ lục ghi bàn. Đội đã kết thúc mùa với 103 bàn thắng, trở thành đội đầu tiên trong lịch sử ghi hơn 100 bàn trong một mùa giải và là đội đầu tiên làm được điều này kể từ Tottenham Hotspur mùa giải 1962-63. Chelsea đã giành được danh hiệu với chiến thắng 8-0 trước Wigan trên sân nhà. Ancelotti cũng trở thành huấn luyện viên người Ý đầu tiên vô địch Ngoại hạng Anh và chỉ là huấn luyện viên thứ 5 trong 18 mùa giải vô địch. Vào ngày 15 tháng 5 năm 2010, Ancelotti đã dẫn dắt Chelsea đến cú đúp quốc nội đầu tiên khi đánh bại Portsmouth 1-0 trong trận chung kết FA Cup tại sân vận động Wembley, đây là lần thứ 3 trong 4 năm họ vô địch, tương đương với kỷ lục mà Arsenal thiết lập từ năm 2002 đến 2005.
Mùa giải tiếp theo, sau khi thua Manchester United trong trận chung kết FA Community Shield vào tháng 8 năm 2010, Ancelotti đã dẫn dắt Chelsea lên vị trí dẫn đầu vào cuối tuần đầu tiên của mùa giải nhờ chiến thắng 6-0 trước West Bromwich Albion. Chelsea sau đó lặp lại kết quả trước Wigan, và đánh bại Stoke City 2-0 trong trận đấu tiếp theo. Chelsea đã có một khởi đầu tốt, giành chiến thắng 5 trận đấu đầu tiên. Chelsea sau đó đã thua Newcastle United 3–4 vào ngày 23 tháng 9 năm 2010 tại League Cup. Sau đó họ tiếp tục thua Manchester City với tỉ số 0-1 do Carlos Tevez ghi bàn. Chelsea đã có một khởi đầu tốt ở châu Âu bằng cách lần lượt đánh bại MŠK Žilina và Marseille với tỷ số 4-1 và 2-0 tại UEFA Champions League 2010-11. Chelsea sau đó đã đánh bại Arsenal với tỷ số 2-0 vào ngày 3 tháng 10 năm 2010, nhờ Didier Drogba và một cú đá phạt của hậu vệ Alex.
Thất bại tiếp theo của Chelsea trong mùa giải là trước Liverpool tại Anfield vào ngày 7 tháng 11 năm 2010, họ thua 0-2 với cả hai bàn thắng đều do Fernando Torres ghi. Một tuần sau, Chelsea đã phải chịu thất bại thứ 2 tại Giải Ngoại hạng Anh trong 3 trận đấu với một thất bại đáng chú ý 0-3 trên sân nhà trước Sunderland. Trong 5 trận đấu tiếp theo của giải đấu, họ đã thua 2 trận và hòa 3 trận, kết thúc với thất bại 1-3 trước Arsenal tại Sân vận động Emirates. Vào ngày 5 tháng 1 năm 2011, Chelsea đã chịu một thất bại 0-1 trước Wolverhampton Wanderers đang gặp khó khăn, khiến đội tụt xuống thứ 5 và có nguy cơ thực sự bỏ lỡ Champions League lần đầu tiên kể từ năm 2002. Tuy nhiên, sau trận đấu này, phong độ của Chelsea bắt đầu được cải thiện. Đầu tiên là đánh bại Ipswich Town tại FA Cup tại Stamford Bridge và sau đó là chiến thắng 2-0 trước Blackburn, sau đó là chiến thắng trên sân khách trước Bolton Wanderers và Sunderland, đưa họ về vị trí thứ 4, mặc dù vẫn kém Manchester United 10 điểm.
Vào ngày 31 tháng 1 năm 2011, Chelsea đã ký hợp đồng với tiền đạo Fernando Torres với kỷ lục 50 triệu bảng và hậu vệ của Benfica David Luiz với giá 22 triệu bảng. Chelsea đã thua Liverpool 0-1 tại Stamford Bridge nhưng đã đánh bại đội dẫn đầu Manchester United 2-1 vào ngày 1 tháng 3, chứng kiến David Luiz ghi bàn thắng đầu tiên cho Chelsea, tiếp theo là chiến thắng 3-1 trên sân khách trước Blackpool. Chelsea sau đó đã bị Manchester United đánh bại trên sân nhà và sân khách (tổng tỉ số 1-3) tại tứ kết Champions League.
Sau thất bại tại Champions League, Chelsea đã có một màn trở lại ấn tượng trong giải đấu, đánh bại Wigan 1-0 trên sân nhà, West Brom 3-1 trên sân khách, Birmingham City 3-1, West Ham United 3-0 và Tottenham 2-1 trên sân nhà. Tuy nhiên, vào ngày 8 tháng 5, Chelsea đã thua 1-2 trước Manchester United tại Old Trafford qua đó kém Manchester United 6 điểm với 2 trận đấu còn lại.
Ancelotti đã bị sa thải chưa đầy hai giờ sau khi thua Everton 0-1 trên sân khách vào ngày 22 tháng 5 năm 2011, trận đấu cuối cùng của Chelsea tại Giải Ngoại hạng Anh. Họ đã kết thúc giải Ngoại hạng Anh 2010-11 ở vị trí thứ 2. Theo báo cáo, ông đã nhận được khoản tiền bồi thường 6 triệu bảng từ Chelsea. Ancelotti đã có 67 trận thắng, 20 trận hòa và 22 trận thua trong 109 trận đấu sau 2 năm dẫn dắt Chelsea.

### 2011–2013: Paris Saint-Germain

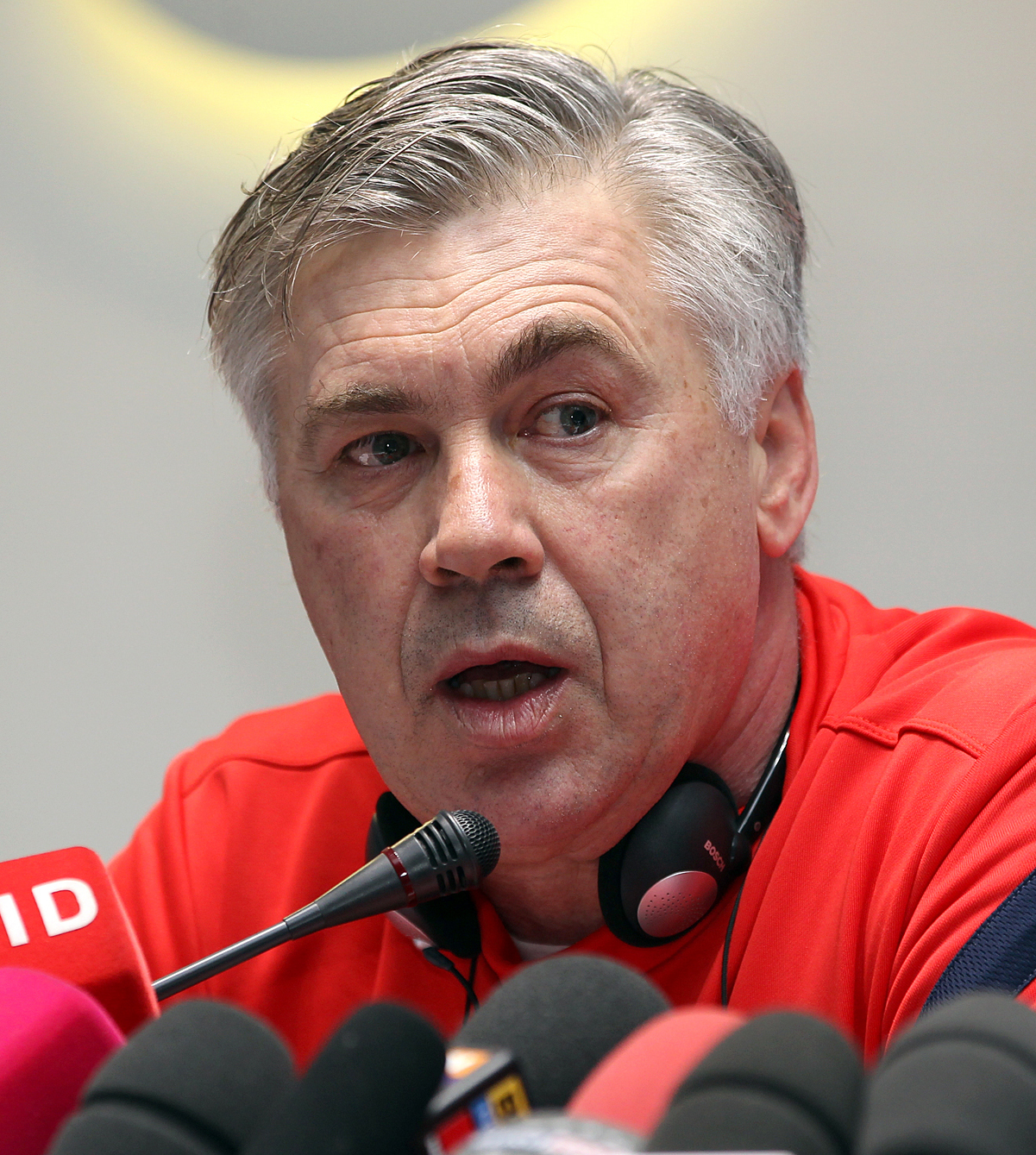
Carlo Ancelotti tham dự cuộc họp báo ở Doha.

Vào ngày 30 tháng 12 năm 2011, khi Paris Saint-Germain đứng đầu Ligue 1 với 3 điểm hơn Montpellier, Ancelotti được bổ nhiệm làm huấn luyện viên mới của câu lạc bộ cùng ngày khi trước đó Antoine Kombouaré bị sa thải. Mức lương của ông tại PSG được báo cáo là 6 triệu euro mỗi năm. Vào ngày 21 tháng 3 năm 2012, Ancelotti trải qua thất bại đầu tiên khi dẫn dắt PSG với thất bại 1-3 dưới tay Lyon trong trận tứ kết Cúp quốc gia Pháp.10 ngày sau, PSG chịu thất bại đầu tiên tại Ligue 1 dưới thời Ancelotti khi để thua 1-2 trước Nancy. PSG đã kết thúc với vị trí á quân tại Ligue 1 trong mùa giải đầu tiên của Ancelotti, kém đội vô địch Montpellier 3 điểm. Ông cũng đưa PSG vào tứ kết Cúp quốc gia Pháp.
Trong mùa giải đầu tiên của Ancelotti tại câu lạc bộ, PSG đã bước vào kỳ nghỉ đông với ngôi đầu bảng Ligue 1 trước Lyon và Marseille về hiệu số bàn thắng bại. Họ giành chức vô địch Ligue 1 vào ngày 12 tháng 5 năm 2013 với hai trận đấu còn lại. Câu lạc bộ đã lọt vào tứ kết Champions League, nơi họ thua Barcelona theo luật bàn thắng sân khách (tổng cộng 3–3), tứ kết Coupe de France và tứ kết Coupe de la Ligue . Vào ngày 19 tháng 5 năm 2013, Ancelotti yêu cầu rời câu lạc bộ, sau đó gia nhập Real Madrid.

### 2013 – 2015: Real Madrid
Ngày 25 tháng 6 năm 2013, Ancelotti trở thành HLV trưởng của Real Madrid với một bản hợp đồng có thời hạn 3 năm, Zinedine Zidane và Paul Clement được chỉ định là các trợ lý của ông. Ngay sau khi ông đến, Real Madrid đã xác nhận việc ký hợp đồng với Isco với mức phí 24 triệu euro, sau đó là Asier Illarramendi với giá 32 triệu euro. Tiền đạo người Gonzalo Higuaín rời câu lạc bộ với giá 40 triệu euro để đến Napoli. Điều này cùng với việc bán Mesut Özil cho Arsenal, đã mở đường cho việc ký hợp đồng với Gareth Bale từ Tottenham Hotspur với giá kỷ lục thế giới mới là 86 triệu bảng (105 triệu euro). Vào ngày 1 tháng 9 năm 2013, thương vụ chuyển nhượng Gareth Bale từ Tottenham Hotspur đã được công bố. Thương vụ chuyển nhượng của cầu thủ người xứ Wales được xem là một bản hợp đồng đắt giá nhất thế giới thời điểm đó với mức giá chuyển nhượng xấp xỉ 100 triệu euro. Trong mùa giải đầu tiên của Ancelotti tại câu lạc bộ, Real Madrid đã giành được Copa del Rey, Bale là người ghi bàn thắng quyết định trong trận chung kết với Barcelona. Ngày 24 tháng 5 năm 2014, sau chiến thắng đầy ấn tượng 4-1 sau hiệp phụ trước Atlético Madrid trong trận chung kết UEFA Champions League, Ancelotti đã giúp Real hoàn thành giấc mơ Decima với chức vô địch châu Âu lần thứ 10 sau 12 năm chờ đợi. Qua đó, đây cũng là chức vô địch châu Âu thứ ba của ông trên cương vị huấn luyện viên, cân bằng với thành tích của huyền thoại Bob Paisley trong giai đoạn 1977 – 1981.
Sau khi giành chức vô địch Champions League 2014, Real Madrid đã ký hợp đồng với thủ môn Keylor Navas, tiền vệ Toni Kroos và tiền vệ tấn công James Rodríguez. Câu lạc bộ đã giành được Siêu cúp UEFA năm 2014 trước Sevilla, danh hiệu chính thức thứ 79 của câu lạc bộ. Trong tuần cuối cùng của kỳ chuyển nhượng mùa hè 2014, Real Madrid đã bán hai cầu thủ chủ chốt: Xabi Alonso cho Bayern Munich và Ángel Di María cho Manchester United. Quyết định này của câu lạc bộ đã gây ra tranh cãi, Cristiano Ronaldo tuyên bố: "Nếu tôi nắm quyền, có lẽ tôi đã làm mọi thứ khác đi", trong khi Carlo Ancelotti thừa nhận: "Chúng ta phải bắt đầu lại từ con số 0." Vào ngày 1 tháng 12 năm 2014, Ancelotti được đề cử là 1 trong 3 người nhận Giải thưởng Huấn luyện viên xuất sắc nhất năm của FIFA năm 2014. Vào ngày 19 tháng 1 năm 2015, Ancelotti được giới thiệu vào Đại sảnh Danh vọng Bóng đá Ý, và vào ngày 20 tháng 1 năm 2015, ông đã giành được Giải thưởng IFFHS 2014 với tư cách là Huấn luyện viên Câu lạc bộ Xuất sắc nhất Thế giới.
Sau khởi đầu chậm chạp ở mùa giải La Liga 2014–15, Real Madrid đã có chuỗi 22 trận thắng kỷ lục, bao gồm các trận thắng trước Barcelona và Liverpool, vượt qua kỷ lục 18 trận thắng liên tiếp của một đội bóng Tây Ban Nha trước đó do Barça của Frank Rijkaard thiết lập ở mùa giải 2005–06. Kỉ lục này đã kết thúc trong trận mở màn năm 2015 của họ với trận thua trước Valencia, khiến câu lạc bộ kém kỷ lục thế giới 24 trận thắng liên tiếp. Câu lạc bộ không thể bảo vệ chức vô địch Champions League khi thua Juventus ở bán kết và Copa del Rey trước Atlético Madrid tại vòng 16 đội , đồng thời cũng không thể giành chức vô địch La Liga khi kém nhà vô địch Barcelona 2 điểm với 92 điểm, Ancelotti bị sa thải vào ngày 25 tháng 5 năm 2015.

### 2016–2017: Bayern Munich

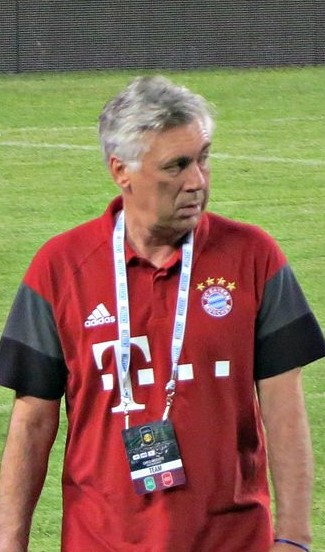
Carlo Ancelotti năm 2016

Vào ngày 20 tháng 12 năm 2015, Giám đốc điều hành Bayern Munich, Karl-Heinz Rummenigge xác nhận rằng Ancelotti sẽ thay thế Pep Guardiola làm huấn luyện viên cho mùa giải 2016–17 với hợp đồng ba năm. Hợp đồng của ông bắt đầu vào ngày 1 tháng 7 năm 2016, và trận đấu đầu tiên của ông là trận thắng trước mùa giải trước SV Lippstadt 08. Trận đấu đầu tiên của ông tại Allianz Arena là chiến thắng 1–0 trước mùa giải trước người cũ Guardiola . Bayern tham dự International Champions Cup. Trận đầu tiên, Bayern để thua Milan trong loạt luân lưu. Ở lượt trận thứ hai, Bayern đánh bại Inter Milan. Ở trận đấu cuối cùng, Bayern để thua Real Madrid. Vào ngày 14 tháng 8 năm 2016, Bayern đánh bại Borussia Dortmund với tỷ số 2–0 trong Siêu cúp Đức 2016. Đây là danh hiệu đầu tiên của ông trên cương vị HLV trưởng của Bayern. Vào ngày 26 tháng 8 năm 2016, trong trận ra mắt Bundesliga, Bayern đã đánh bại Werder Bremen với tỷ số 6–0. Ngoài việc đánh bại Borussia Dortmund, Carl Zeiss Jena và Werder Bremen, họ đã đánh bại Schalke 04, Rostov, Ingolstadt 04, Hertha BSC và Hamburger SV để giành chiến thắng 8 trận đầu tiên trên cương vị huấn luyện viên trưởng trước khi để thua Atlético Madrid. Họ tiếp tục chuỗi trận không thắng trước 1. FC Köln và Eintracht Frankfurt trước khi đánh bại PSV. Sau chiến thắng trước Eindhoven, Bayern đã trải qua chuỗi 3 trận không thắng. Bayern hòa 1899 Hoffenheim và thua Borussia Dortmund và Rostov trước khi đánh bại Bayer Leverkusen. Vào ngày 29 tháng 4, Ancelotti đã dẫn dắt Bayern đến chức vô địch Bundesliga thứ 5 liên tiếp và thứ 27 chung cuộc sau chiến thắng 6–0 trên sân khách trước VfL Wolfsburg. Tuy nhiên, Bayern đã bị loại ở Champions League trong cuộc đụng độ gây tranh cãi ở tứ kết với đội bóng cũ của Ancelotti là Real Madrid. Họ cũng để thua 3–2 trước Borussia Dortmund ở bán kết DFB-Pokal.
Vào ngày 5 tháng 8 năm 2017, Ancelotti bắt đầu mùa giải 2017–18 với Bayern Munich bằng cách giành chức vô địch Siêu cup Đức khi đánh bại Borussia Dortmund 5–4 trên chấm phạt đền, sau khi hòa 2–2 suốt 90 phút; Đây là lần thứ 6 Bayern giành được danh hiệu này. Tuy nhiên, vào ngày 28 tháng 9 năm 2017, Ancelotti đã bị sa thải sau trận thua 0-3 trước Paris Saint-Germain trong trận đấu thứ 2 tại Champions League 2017–18. Sau trận đấu với Paris Saint-Germain, nhiều thông tin cho rằng Ancelotti đã không thể kiểm soát phòng thay đồ. Có thông tin cho rằng 5 cầu thủ muốn Ancelotti rời đội mà chủ tịch Uli Hoeneß của Bayern sau đó đã xác nhận. Các câu hỏi cũng được đặt ra về cách thiết lập chiến thuật và lựa chọn đội hình của Ancelotti trong trận đấu với Paris Saint-Germain khi ông để một số cầu thủ quan trọng trên băng ghế dự bị và một người ở lại theo dõi trận đấu từ khán đài.

### 2018 – 2019: Napoli
Ngày 23 tháng 5 năm 2018, Napoli đã công bố Ancelotti sẽ là người dẫn dắt câu lạc bộ từ mùa giải 2018–19 sau khi ông Maurizio Sarri chuyển sang dẫn dắt câu lạc bộ Chelsea. Ngày 19 tháng 8, ông có trận ra mắt Serie A trên cương vị HLV trưởng của Napoli bằng chiến thắng 2 – 1 trên sân Olimpico của S.S. Lazio. Ngày 3 tháng 9, ông nhận thất bại đầu tiên khi thua 3 – 0 trên sân của U.C. Sampdoria tại vòng 3 của Serie A.
Ngày 10 tháng 12 năm 2019, Ancelotti đã bị sa thải sau trận thắng 4–0 trên sân nhà trước Genk - trận đấu cuối cùng vòng bảng UEFA Champions League 2019–20 mà Napoli đã giành vé vào vòng knock-out với tư cách là đội nhì bảng E. Quyết định được đưa ra bởi chủ tịch Napoli, Aurelio De Laurentiis vào ngày 11 tháng 12.

### Trở lại Real Madrid
Tháng 6/2021, Ancelotti trở lại cương vị HLV trưởng câu lạc bộ Real Madrid.
Trong mùa giải đầu tiên của Ancelotti khi trở lại đội bóng, ông giúp đội vô địch Siêu cúp Tây Ban Nha khi hạ Athletic Bilbao 2-0 tại chung kết. Sau đó vào tháng 4/2022, sau chiến thắng 4–0 trước Espanyol giúp Real Madrid đăng quang La Liga lần thứ 35 trong lịch sử, Ancelotti trở thành người đầu tiên vô địch ở cả 5 giải vô địch quốc gia hàng đầu châu Âu (gồm Anh, Tây Ban Nha, Đức, Ý và Pháp). Còn ở Champions League ông lần lượt giúp đội vượt qua PSG, Chelsea, Manchester City để tiến vào chung kết gặp Liverpool vào ngày 28 tháng 5 năm 2022.Tại chung kết, Ancelotti có lần thứ 4 vô địch UEFA Champions League trong sự nghiệp sau khi Real Madrid đánh bại Liverpool 1–0 trong trận chung kết, đây cũng là chức vô địch lần thứ 14 trong lịch sử CLB. Vào đầu mùa giải 2022–23, Ancelotti dẫn dắt Real Madrid giành được Siêu cúp châu Âu lần thứ 5, cũng là danh hiệu thứ 8 của ông tại đây. Vào ngày 2 tháng 11 năm 2022, Ancelotti giành kỷ lục thắng 103 trận đấu tại Champions League, sau chiến thắng 5–1 trước Celtic. Ông giúp Real Madrid có lần thứ thứ 5 đăng quang tại FIFA Club World Cup 2022 sau chiến thắng áp đảo trước đối thủ từ châu Á Al-Hilal với tỷ số 5-3, đó là danh hiệu thứ 9 của ông cùng đội bóng, và đoạt Cup Nhà Vua Tây Ban Nha khi hạ Osasuna 2-1 ở chung kết.  Câu lạc bộ không thể bảo vệ chức vô địch Champions League khi thua Manchester City  ở bán kết, và để đồng thời cũng không thể giành chức vô địch La Liga khi để Barcelona vô địch sớm 4 vòng đấu.

### Đội tuyển bóng đá quốc gia Brazil
Liên đoàn bóng đá Brazil thông báo Carlo Ancelotti sẽ dẫn dắt đội tuyển Brazil kể từ Copa America 2024 tới World Cup 2026 với hợp đồng 1 năm. Vào ngày 26 tháng 5, ông đã thực hiện cuộc triệu tập đầu tiên của mình, công bố đội hình 25 người cho các trận đấu vòng loại World Cup FIFA 2026 với Ecuador và Paraguay.

## Phong cách huấn luyện
Trước khi bắt đầu sự nghiệp huấn luyện của mình và trong thời gian thi đấu cho Parma, Ancelotti thích sử dụng đội hình 4–4–2 chặt chẽ, sử dụng sức ép nặng và thu hút ảnh hưởng từ huấn luyện viên của Milan và Italy, Arrigo Sacchi, và mà ông tin là hệ thống thành công nhất cho nhóm của mình; tuy nhiên, hệ thống này không cho phép các tiền đạo sáng tạo hơn, như Gianfranco Zola, Hristo Stoichkov và Roberto Baggio, chơi ở vị trí ưa thích của họ, và cuối cùng dẫn đến việc Zola và Stoichkov rời câu lạc bộ, trong khi thương vụ Baggio chuyển đến Parma năm 1997 bị Ancelotti ngăn cản. Ancelotti sau đó nói rằng anh ấy hối hận vì sự thiếu khôn ngoan của mình, và khi gia nhập Juventus, anh ấy đã từ bỏ hệ thống 4–4–2 ưa thích của mình để chuyển sang hệ thống 3–4–1–2, để phù hợp với Zinedine Zidane trong vai trò chơi nâng cao ưa thích của anh ấy phía sau tiền đạo. Ngoài Sacchi, Ancelotti cũng coi cựu huấn luyện viên Roma của mình là Nils Liedholm, và huấn luyện viên trẻ Bruno Mora của anh ấy là những người có ảnh hưởng lớn.
Bất chấp danh tiếng ban đầu của ông là một huấn luyện viên không linh hoạt về mặt chiến thuật, với Milan, Ancelotti sau đó đã nhận được nhiều lời khen ngợi về khả năng tìm ra hệ thống phù hợp nhất với các cầu thủ của mình và cho phép một số cầu thủ tài năng và sáng tạo cùng tồn tại; dưới sự quản lý của Ancelotti, câu lạc bộ đã tận hưởng một trong những kỳ tích hiệu quả nhất trong lịch sử của mình. Các đội bóng thành Milan của Carlo Ancelotti hầu như luôn sử dụng sơ đồ 4 người mạnh mẽ, một tiền đạo chủ lực và một tiền vệ tấn công. Trong những mùa giải đầu tiên của anh ấy với câu lạc bộ, mặc dù ban đầu anh ấy bị chủ tịch câu lạc bộ Berlusconi chỉ trích, do chiến thuật phòng ngự được cho là của anh ấy, Ancelotti đã có thể triển khai một lối chơi sáng tạo hơn dựa trên sự kiểm soát khi anh ấy đáng chú ý áp dụng 4–3–1–2, 4–1–2–1–2 hoặc 4–4–2. Trong khi vẫn duy trì hàng phòng ngự chắc chắn của đội, Ancelotti đã chuyển tiền vệ tấn công Andrea Pirlo thành một tiền vệ lùi sâu, cho thấy anh ấy chơi ở vai trò tiền vệ phòng ngự ở phía trước tuyến sau, và phía sau tiền vệ kiến thiết của đội, Rui Costa hoặc Rivaldo, giúp người Ý có nhiều thời gian cầm bóng hơn để điều phối các đợt tấn công của đội từ khu vực sâu hơn, hoặc tạo cơ hội ghi bàn cho các tiền đạo sung mãn của đội với khả năng chuyền dài chính xác của anh ta; hai cầu thủ chơi của đội được hỗ trợ phòng thủ bởi các tiền vệ box-to-box ở hai bên của họ trong hình kim cương giữa sân. Do sự cạnh tranh của Alessandro Nesta, Paolo Maldini, Roque Júnior, Dario Šimić, và sau đó là Jaap Stam ở hàng thủ, anh cũng chuyển đổi cựu trung vệ Alessandro Costacurta thành hậu vệ trái phòng ngự, luân phiên anh với Kakha Kaladze hoặc Giuseppe Pancaro, trong khi, do hàng tiền vệ hẹp của câu lạc bộ, hậu vệ phải tấn công của câu lạc bộ, Cafu, được cấp phép để tấn công và cung cấp chiều rộng cho đội; do khả năng tấn công của Cafu, Ancelotti thỉnh thoảng tung ra đội hình 4–4–1–1 hoặc 3–4–1–2, trong đó Cafu được sử dụng như một cầu thủ chạy cánh hoàn toàn, cùng với Serginho hoặc Marek Jankulovski ở cánh trái. Sau sự ra đi của một trong những tiền đạo chủ lực của câu lạc bộ vào đầu mùa giải 2006–07, Andriy Shevchenko, Ancelotti đã thiết kế lại đội hình của Milan, đưa ra hệ thống 4–3–2–1, sau này được gọi là đội hình "Cây thông Giáng sinh". Đội hình của Milan sử dụng Filippo Inzaghi hoặc Alberto Gilardino như một tiền đạo đơn độc, được hỗ trợ bởi hai tiền vệ tấn công, Clarence Seedorf và Kaká, trước hàng tiền vệ ba người, một lần nữa có Andrea Pirlo như một tiền vệ lùi sâu, được hỗ trợ bởi hai tiền vệ phòng ngự khó chơi như Gennaro Gattuso, Massimo Ambrosini hay Cristian Brocchi.
Chuyển đến Chelsea, trong mùa giải 2009–10, Ancelotti tiếp tục với đội hình 4–4–2 hình kim cương đã được sử dụng trước đây tại Milan, thường với Michael Essien hoặc Mikel John Obi trong vai trò phòng ngự, Michael Ballack hoặc Frank Lampard là những tiền vệ  box-to-box và Deco trong vai trò sáng tạo, với các hậu vệ cánh Ashley Cole và José Bosingwa đẩy lên phía trước và tạo ra chiều rộng cho hàng tiền vệ hẹp. Cuối mùa giải Cúp các quốc gia châu Phi khiến Chelsea không có tiền đạo Salomon Kalou hoặc Didier Drogba (cũng như các tiền vệ Essien và Mikel) và khó chơi hơn với tỷ số 4–4–2, vì vậy Ancelotti chuyển sang sơ đồ 4–3–2–1 "Cây thông Giáng sinh" mà anh cũng từng sử dụng ở Milan, sử dụng Joe Cole và Florent Malouda để hỗ trợ tiền đạo đơn độc Nicolas Anelka. Ông cũng sử dụng 4–2–3–1 và 4–3–3 để ít dễ đoán hơn và sử dụng tốt hơn những cầu thủ sáng tạo như Lampard và Malouda.
Tại Real Madrid, Ancelotti cũng nhận được nhiều lời khen ngợi vì sự đa năng của anh ấy; ông đã sửa đổi đội hình 4–2–3–1 của đội, đã được sử dụng dưới thời José Mourinho, thành đội hình 4–4–2, trước khi chuyển sang đội hình 4–3–3, trong đó cựu cầu thủ chạy cánh người Argentina Ángel Di María là Chuyển sang một tiền vệ trung tâm bên cánh trái, trong khi Cristiano Ronaldo được chơi ở vị trí tự do ưa thích ở cánh trái. Di María đặc biệt xuất sắc trong vai trò mới này và đóng một vai trò quan trọng trong thành công của câu lạc bộ. Ancelotti sau đó giải thích rằng việc ông sử dụng Cristiano Ronaldo ở vị trí tự do bên cánh trái là do lối chơi của cầu thủ chạy cánh này không phù hợp với việc anh ta quay lưng lại với mục tiêu như một trung vệ; thay vào đó, vai trò rộng lớn hơn cho phép anh ta có không gian tự do di chuyển xung quanh cuộc tấn công.
Ngoài năng lực chiến thuật và khả năng thích ứng, Ancelotti còn nhận được nhiều lời khen ngợi vì lòng tốt, sự hài hước và cách tiếp cận cân bằng, điềm tĩnh của ông với tư cách là một người quản lý, cũng như khả năng thúc đẩy các cầu thủ của mình và vun đắp mối quan hệ tốt với họ, và thúc đẩy một môi trường tập thể đoàn kết, chiến thắng, mặc dù đôi khi anh ấy cũng được biết là mất bình tĩnh. Trong mùa giải đầu tiên của Ancelotti với Bayern Munich, tiền vệ người Tây Ban Nha Thiago đã ca ngợi Ancelotti về sự tự do mà anh ấy cho các cầu thủ thể hiện bản thân và sự tự tin mà anh ấy truyền cho họ; Ancelotti nhận xét về những thay đổi chiến thuật mà anh ấy đã thực hiện ở Bayern Munich, nói rằng "anh ấy thay đổi chính là chúng tôi nhấn liên tục hơn một chút và chúng tôi cố gắng chơi trực tiếp hơn, theo chiều dọc hơn," cũng nói thêm rằng "nếu bạn được tổ chức ngay cả Người chơi bình thường có thể làm rất tốt vì anh ta sẽ có các lựa chọn và anh ta sẽ biết chúng ở đâu và làm thế nào để tìm chúng. Nhưng khi bạn đến phần ba cuối cùng, mọi thứ sẽ thay đổi. Đó là nơi bạn cần sự sáng tạo và tự do bởi vì không có nó, bạn chỉ sở hữu vô trùng. Đặc biệt nếu đối thủ của bạn phòng thủ có tổ chức và đã được chú ý. " Ông được coi là một trong những HLV vĩ đại và thành công nhất mọi thời đại.

## Thống kê sự nghiệp

### Câu lạc bộ
| Mùa            | Câu lạc bộ     | Hạng           | League    | League    | Cup          | Cup          | Châu lục | Châu lục | Khác | Khác | Tổng | Tổng |
| Mùa            | Câu lạc bộ     | Hạng           | Trận      | Bàn       | Trận         | Bàn          | Trận     | Bàn      | Trận | Bàn  | Trận | Bàn  |
| Ý              | Ý              | Ý              | Giải VĐQG | Giải VĐQG | Cúp Quốc gia | Cúp Quốc gia | Châu Âu  | Châu Âu  | Khác | Khác | Tổng | Tổng |
| -------------- | -------------- | -------------- | --------- | --------- | ------------ | ------------ | -------- | -------- | ---- | ---- | ---- | ---- |
| 1976–77        | Parma          | Serie C        | 1         | 0         | –            | –            | –        | –        | –    | –    | 1    | 0    |
| 1977–78        | Parma          | Serie C        | 21        | 8         | –            | –            | –        | –        | –    | –    | 21   | 9    |
| 1978–79        | Parma          | Serie C1       | 33        | 5         | –            | –            | –        | –        | –    | –    | 33   | 5    |
| 1979–80        | Roma           | Serie A        | 27        | 3         | 9            | 0            | –        | –        | –    | –    | 36   | 3    |
| 1980–81        | Roma           | Serie A        | 29        | 2         | 6            | 2            | 2        | 1        | –    | –    | 37   | 5    |
| 1981–82        | Roma           | Serie A        | 5         | 0         | 0            | 0            | 3        | 1        | –    | –    | 8    | 1    |
| 1982–83        | Roma           | Serie A        | 23        | 2         | 3            | 0            | 6        | 0        | –    | –    | 32   | 2    |
| 1983–84        | Roma           | Serie A        | 9         | 0         | 5            | 0            | 4        | 0        | –    | –    | 18   | 0    |
| 1984–85        | Roma           | Serie A        | 22        | 3         | 2            | 0            | 3        | 0        | –    | –    | 27   | 3    |
| 1985–86        | Roma           | Serie A        | 29        | 0         | 4            | 0            | –        | –        | –    | –    | 33   | 0    |
| 1986–87        | Roma           | Serie A        | 27        | 2         | 7            | 1            | 2        | 0        | –    | –    | 36   | 3    |
| 1987–88        | Milan          | Serie A        | 27        | 2         | 7            | 0            | 4        | 0        | –    | –    | 38   | 2    |
| 1988–89        | Milan          | Serie A        | 28        | 2         | 2            | 0            | 7        | 1        | 1    | 0    | 38   | 3    |
| 1989–90        | Milan          | Serie A        | 24        | 3         | 4            | 0            | 6        | 0        | 1    | 0    | 35   | 3    |
| 1990–91        | Milan          | Serie A        | 21        | 1         | 4            | 0            | 4        | 0        | 2    | 0    | 31   | 1    |
| 1991–92        | Milan          | Serie A        | 12        | 2         | 6            | 0            | –        | –        | –    | –    | 18   | 2    |
| Tổng           | Parma          | Parma          | 55        | 13        | —            | —            | —        | —        | —    | —    | 55   | 13   |
| Tổng           | Roma           | Roma           | 171       | 12        | 36           | 3            | 20       | 2        | —    | —    | 226  | 17   |
| Tổng           | Milan          | Milan          | 112       | 10        | 23           | 0            | 21       | 1        | 4    | 0    | 160  | 11   |
| Tổng sự nghiệp | Tổng sự nghiệp | Tổng sự nghiệp | 338       | 35        | 59           | 3            | 41       | 3        | 4    | 0    | 442  | 41   |

1. ↑  Bao gồm UEFA Cup Winners' Cup (1980–81, 1981–82, 1984–85 và 1986–87), UEFA Cup (1982–83 và 1987–88) và European Cup (1983–84, 1988–89, 1989–90 và 1990–91)
2. ↑  Bao gồm Siêu cúp bóng đá Ý (1988), Cúp Liên lục địa (1989) và Siêu cúp châu Âu 1990 (2 trận.)

### Quốc tế
| Ý    | Ý    | Ý   |
| Năm  | Trận | Bàn |
| ---- | ---- | --- |
| 1981 | 4    | 1   |
| 1982 | –    | –   |
| 1983 | 4    | 0   |
| 1984 | –    | –   |
| 1985 | –    | –   |
| 1986 | 5    | 0   |
| 1987 | 3    | 0   |
| 1988 | 5    | 0   |
| 1989 | 0    | 0   |
| 1990 | 4    | 0   |
| 1991 | 1    | 0   |
| Tổng | 26   | 1   |

#### Bàn thắng quốc tế
| STT | Ngày               | Sân                                 | Đối thủ | Tỷ số | Kết quả | Giải đấu        |
| --- | ------------------ | ----------------------------------- | ------- | ----- | ------- | --------------- |
| 1.  | 6 tháng 1 năm 1981 | Sân Centenario, Montevideo, Uruguay | Hà Lan  | 1 – 0 | 1 – 1   | Mundialito 1980 |

### Huấn luyện viên
Tính đến 3 tháng 9 năm 2022
| Đội                 | Từ                   | Đến                  | Thành tích | Thành tích | Thành tích | Thành tích | Thành tích | Ref.                                                           |
| Đội                 | Từ                   | Đến                  | P          | W          | D          | L          | Win %      | Ref.                                                           |
| ------------------- | -------------------- | -------------------- | ---------- | ---------- | ---------- | ---------- | ---------- | -------------------------------------------------------------- |
| Reggiana            | 1 tháng 7 năm 1995   | 30 tháng 6 năm 1996  | 45         | 17         | 16         | 12         | 037,8      | [ 97 ]                                                         |
| Parma               | 1 tháng 7 năm 1996   | 30 tháng 6 năm 1998  | 87         | 42         | 27         | 18         | 048,3      | [ 99 ] [ 100 ]                                                 |
| Juventus            | 9 tháng 2 năm 1999   | 17 tháng 6 năm 2001  | 114        | 63         | 33         | 18         | 055,3      | [ 104 ]                                                        |
| AC Milan            | 6 tháng 11 năm 2001  | 31 tháng 5 năm 2009  | 420        | 238        | 101        | 81         | 056,7      | [ 13 ] [ 107 ] [ 108 ] [ 109 ] [ 110 ] [ 111 ] [ 112 ] [ 113 ] |
| Chelsea             | 1 tháng 7 năm 2009   | 22 tháng 5 năm 2011  | 109        | 67         | 20         | 22         | 061,5      | [ 116 ] [ 117 ] [ 118 ]                                        |
| Paris Saint-Germain | 30 tháng 12 năm 2011 | 25 tháng 6 năm 2013  | 77         | 49         | 19         | 9          | 063,6      | [ 121 ] [ 122 ]                                                |
| Real Madrid         | 25 tháng 6 năm 2013  | 25 tháng 5 năm 2015  | 119        | 89         | 14         | 16         | 074,8      | [ 124 ] [ 125 ]                                                |
| Bayern Munich       | 1 tháng 7 năm 2016   | 28 tháng 9 năm 2017  | 60         | 42         | 9          | 9          | 070,0      | [ 128 ] [ 129 ]                                                |
| Napoli              | 23 tháng 5 năm 2018  | 10 tháng 12 năm 2019 | 73         | 38         | 19         | 16         | 052,1      |                                                                |
| Everton             | 21 tháng 9 năm 2019  | 1 tháng 6 năm 2021   | 67         | 31         | 14         | 22         | 046,3      |                                                                |
| Real Madrid         | 1 tháng 6 năm 2021   | Nay                  | 61         | 44         | 8          | 9          | 072,1      |                                                                |
| Tổng                | Tổng                 | Tổng                 | 1.232      | 720        | 280        | 232        | 058,4      |                                                                |

## Đời tư
- Ancelotti có hai con: một con gái là Katia (sinh ngày 18 tháng 4 năm 1984) và một con trai là Davide (sinh ngày 22 tháng 7 năm 1989). Davide cũng từng chơi trong đội trẻ Milan và sau đó gia nhập A.S.D.C. Borgomanero (một câu lạc bộ lúc đó đang chơi ở Serie D) vào tháng 6 năm 2008. Sau một thời gian thi đấu chuyên nghiệp không thành công, anh chuyển sang học ngành Khoa học thể thao, trước khi đảm nhận vai trò trợ lý HLV thể lực tại Real Madrid ở giai đoạn Carletto còn là HLV trưởng ở đội chủ sân Bernabeu (2013 – 2015). Tháng 8 năm 2016, Ancelotti đã bổ nhiệm cả Davide và con rể Mino Fulco vào đội ngũ trợ lý của mình ở Bayern.[133][134]
- Năm 2008, Carletto xác nhận trong một cuộc phỏng vấn rằng ông đã chia tay với người vợ 25 năm, Luisa Gibellini. Năm 2011, ông đã bắt đầu một mối quan hệ với nữ doanh nhân người Canada là Mariann Barrena McClay. Sau đó 2 người đã chính thức kết hôn tại Vancouver vào tháng 7 năm 2014.
- Vào tháng 5 năm 2009, ông xuất bản một cuốn tự truyện dài 26 chương, dày 264 trang có tiêu đề là Preferisco la Coppa. Tất cả số tiền thu được từ việc bán cuốn sách được ông quyên góp cho Quỹ Stefano Borgonovo để tài trợ cho nghiên cứu về bệnh xơ cứng cột bên teo cơ (ALS), một căn bệnh hiếm gặp mà nhà vật lý Stephen Hawking cùng với cựu danh thủ Stefano Borgonovo đều mắc phải.[135]

## Thành tích

### Câu lạc bộ

#### AS Roma
- Serie A: 1982–83
- Coppa Italia: 1979–80, 1980–81, 1983–84, 1985–86

#### AC Milan
- Serie A: 1987–88, 1991–92
- Supercoppa Italiana: 1988
- UEFA Champions League: 1988–89, 1989–90
- UEFA Super Cup: 1989, 1990
- Intercontinental Cup: 1989, 1990

### Quốc tế

#### Ý
- Hạng ba FIFA World Cup: 1990

### Huấn luyện viên

#### Juventus
- UEFA Intertoto Cup: 1999

#### AC Milan
- Serie A: 2003–04
- Coppa Italia: 2002–03
- Supercoppa Italiana: 2004
- UEFA Champions League: 2002–03, 2006–07
- UEFA Super Cup: 2003, 2007
- FIFA Club World Cup: 2007

#### Chelsea
- Premier League: 2009–10
- FA Cup: 2009–10
- FA Community Shield : 2009

#### Paris Saint-Germain
- Ligue 1: 2012–13

#### Real Madrid
- La Liga: 2021–22, 2023–24
- Copa del Rey: 2013–14, 2022–23
- Supercopa de España: 2021–22, 2023–24
- UEFA Champions League: 2013–14, 2021–22, 2023–24
- UEFA Super Cup: 2014, 2022, 2024
- FIFA Club World Cup: 2014, 2022
- FIFA Intercontinental Cup: 2024

#### Bayern Munich
- Bundesliga: 2016–17
- DFL-Supercup: 2016, 2017

### Cá nhân
- Huấn luyện viên xuất sắc nhất Serie A: 2001, 2004
- Huấn luyện viên xuất sắc nhất Ligue 1: 2013 (cùng với Christophe Galtier)
- Huấn luyện viên xuất sắc nhất tháng Ngoại hạng Anh: tháng 11/2009; tháng 8/2010; tháng 3/2011; tháng 4/2011
- Giải thưởng Enzo Bearzot: 2014
- Giải thưởng Miguel Muñoz: 2014–15
- Huấn luyện viên xuất sắc nhất châu Âu (giải thưởng Alf Ramsey): 2003
- Huấn luyện viên xuất sắc nhất năm của Tạp chí World Soccer: 2003
- Huấn luyện viên xuất sắc nhất năm của Tạp chí Globe Soccer: 2014
- Huấn luyện viên câu lạc bộ xuất sắc nhất năm của IFFHS: 2007, 2014
- Huấn luyện viên xuất sắc nhất UEFA: 2021–22[136]

### Huân chương
Hiệp sĩ: Order of Merit of the Italian Republic: 1991
 Sĩ quan: Order of the Star of Italian Solidarity: 2014